# Football nord-américain

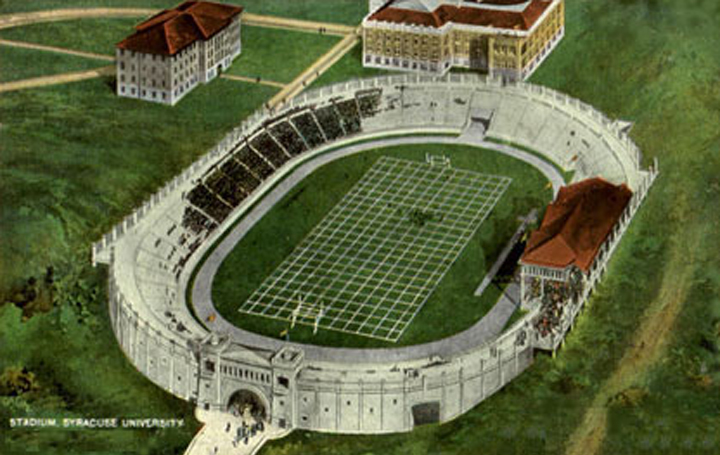
Une peinture du Stade Archibald à Université de Syracuse (État de New York) avec l'ancien terrain de football nord-américain.

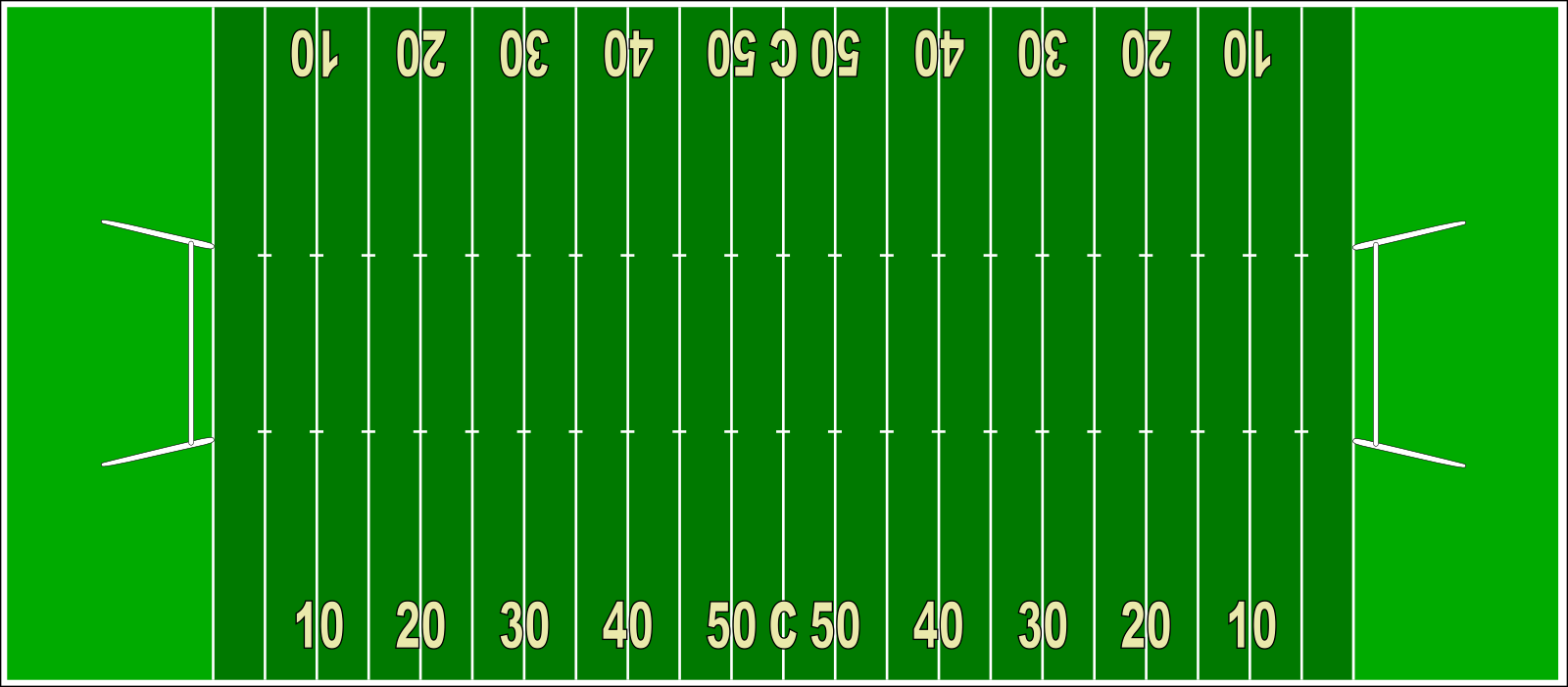
Diagramme d'un terrain de football canadien.

Diagramme d'un terrain de football américain.

Le nom de football nord-américain (en anglais : Gridiron football, littéralement « football sur gril », et parfois North American football) désigne quelques variations de rugby qui sont jouées principalement aux États-Unis d'Amérique et au Canada. Le nom anglais (gridiron) vient du fait que les lignes tracées sur le terrain lui donnent l'apparence d'un gril (en anglais : grid, « grille », « grillage »).
Ses deux variantes les plus fréquemment pratiquées sont le football américain et le football canadien. Le football en salle (arena football) et le flag football en sont également des formes.

## Historique

### 1800-1861: des loisirs au sport
Ce sport se développe à partir de divers jeux pratiqués à titre de loisirs en Amérique du Nord au cours du  XIXe siècle. Bien que  s'inspirant du rugby et du football tels qu'on les trouve en Europe, chacune de ces premières formes suit néanmoins des règles de jeu qui varient d'une localité à l'autre. La mention la plus ancienne de partie de football nord-américain remonte à novembre 1861, lors d'une rencontre disputée à l'Université de Toronto, au Canada.

### 1861-1900: émergence du football interuniversitaire
Au cours des années 1860, des équipes universitaires se forment et organisent des rencontres entre établissements, ce qui les amène à s'entendre sur davantage de règles à adopter en commun jusqu'à la création d'une instance interuniversitaire. C'est la naissance du college football. Aux États-Unis, tandis que de nombreux établissements suivent des règles calquées sur le ballon rond européen telles que définies par l'English Football Association, l'Université Harvard préfère s'en tenir à son jeu traditionnel de « ballon porté ». Parallèlement, au Canada, l'Université McGill à Montréal pratique le jeu en suivant les règles du rugby anglais. 
(...) vers 1870, lorsque des étudiants de l’université McGill affrontent le personnel militaire britannique posté à la garnison de Montréal. Ils pratiquent une forme de rugby hybride (le rugby-football, terme que l’on retrouve gravé sur la Coupe Grey), qui essaime rapidement. -- Houston MacDougal, extrait de la rubrique Le football canadien de son site. 
Les 14 et 15 mai 1874, Harvard et McGill organisent deux rencontres sur deux jours, l'une jouée à la McGill d'après le rugby anglais et l'autre, le jour suivant, avec un ballon rond, selon les règles dites de Boston. Harvard se laisse séduire par le jeu à la McGill au point d'adopter à son tour le ballon et les règles inspirées de l'ovalie. Ce sont ces mêmes règles qui sont employées en 1875 lors de la première rencontre de college football entre Yale et Harvard. À la suite de ce match, les joueurs de Yale adoptent eux aussi le style rugby de McGill qui, au fil des matches, enthousiasme autant les supporters de Yale que ceux de Princeton. Les années suivantes, d'autres équipes universitaires adoptent ce modèle. Finalement, le 23 novembre 1876 est organisée la Massasoit Convention qui voit l'instauration de règles communes à plusieurs universités américaines.
Hors des universités, des clubs amateurs de football commencent à apparaître au Canada à la fin des années 1860. Les Tigers de Hamilton sont fondés en 1869, suivis par le Montreal Foot Ball Club en 1872 et les Argonauts de Toronto l'année suivante.

### Des années 1900 à nos jours: professionnalisation

#### États-Unis

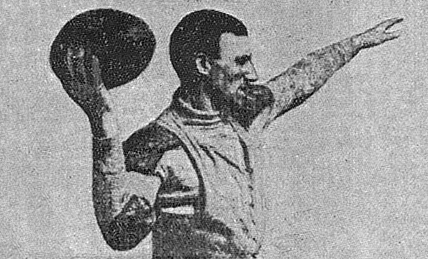
Bradbury Robinson, premier quarterback de l'histoire à exécuter une passe avant réglementaire (pour l'équipe universitaire de Saint-Louis le 5 septembre 1906)

Au fil du temps, les équipes et instances américaines ajoutent de nouvelles règles qui éloignent leur sport davantage du rugby. Le mérite de nombreuses trouvailles réglementaires visant à améliorer le jeu revient à Walter Camp ; on lui doit, par exemple, l'apport de la ligne d'engagement ou encore du système des downs. Autre bouleversement : l'adoption en 1906 de la passe avant (forward pass) en 1906, qui permet au quarterback un lancer avant vers le receveur en passant au-delà de la ligne d'engagement. Le premier joueur à l'exécuter est Bradbury Robinson lors d'un match pour l'Université de Saint-Louis le 5 septembre 1906. La technique fait florès et la réglementation canadienne l'adopte à son tour en 1931.

#### Canada
Au début du XXe siècle, le football canadien reste proche du rugby des décennies durant, même si une portion croissante des joueurs, originaires pour l'essentiel de l'Ouest canadien, réclame des réformes réglementaires inspirées des pratiques aux États-Unis. Au fil des ans, s'il se rapproche effectivement des règles du jeu américain (par exemple, la passe en avant inspirée des États-Unis intègre le jeu en 1931), le football canadien conserve certaines de ses caractéristiques historiques, dont le terrain de 110 yards (ou 110 verges au Québec, soit 100 mètres), des équipes de douze joueurs (onze dans les équipes américaines), et trois downs (essais) au lieu des quatre réglementaires aux États-Unis. Vers la même période des modifications réglementaires apportées par Walter Camp au jeu américain, le sport canadien se développe de manière analogue bien que séparément et distinctement de son homologue américain ; Adopté dès 1903 au Canada, un groupe de réformes connu sous le nom collectif de Burnside rules (ou règles Burnside au Québec) marque une part importante dans la modernisation du jeu canadien tel qu'il se pratique encore au XXIe siècle.

## En dehors du continent nord-américain
Le football nord-américain, essentiellement dans sa variante américaine, s'est exporté de son continent d'origine. Ainsi, le Japon fait partie des premiers pays, hors Amérique, à établir une instance dès 1936. La première fédération européenne (EFAF) voit le jour en 1976. Elle sera remplacée douze ans plus tard par l'IFAF Europe.

### Fédération internationale de football américain (IFAF)

Répartition continentale des membres de l'IFAF

Fondée en 1998, la Fédération internationale de football américain (IFAF ; International Federation of American Football en anglais) est une association de fédérations nationales ayant pour vocation de gérer et de développer le football américain et du flag football dans le monde. La fédération possède son siège à La Courneuve, en Seine-Saint-Denis (France). Reconnue par le Comité international olympique (CIO), elle regroupe près de 75 fédérations nationales réparties sur cinq fédérations continentales : Afrique, Amérique, Asie, Europe et Océanie.
Depuis 1999, elle est l'instance qui organise la Coupe du monde de football américain tous les quatre ans.

### Exemples d'instances francophones (hors Amérique)

#### France - Fédération française de football américain (FFFA)
La Fédération française de football américain (FFFA) s'occupe de trois disciplines en France : le football américain, le flag football et le cheerleading. Elle compte 225 clubs en 2016 pour près de 25 000 licenciés en 2022.
L'histoire du football américain en France remonte à 1980, sur l'initiative de Laurent Plégelatte (1947-2010), fondateur du Spartacus de Paris, premier club français. de 1981 à 1983, la discipline est gérée par le Comité national pour le développement du football américain, qui donne lieu à la FFFA en 1985. Le ministère français des sports reconnaît officiellement comme sports de haut niveau le football américain en 1993, et le flag en 2021.

#### Belgique - Ligue Francophone de Football Américain (LFFA)
Créée en 2002, la Ligue Francophone de Football Américain (LFFA) comprend la gestion (en date de 2023) de dix clubs répartis sur l’ensemble des provinces wallonnes, plus la région bruxelloise. Ses membres sont les Amay Atomics, Andenne Bears, Brussels Tigers, Charleroi Coal Miners, Liège Monarchs, Mons Knights, Mont-st-Guibert Fighting Turtles, WaPi Phoenix Tournai et les Waterloo Warriors. La Belgian American Football League (BAFL) lui délègue le pouvoir d'organiser des compétitions sur les terriroires belges francophones.

#### Suisse - Ligue romande de football américain (NSFL)
Le football américain fait son apparition en Suisse en 1982 lorsque Cursio Caravati et Massimo Monti créent la SFL (Swiss Football League). La première équipe à voir le jour est celle des Lugano Seagulls.
La Ligue romande de football américain (en anglais NSFL pour Non Professional Swiss American Football League) s'occupe de football américain et de flag football dans les cantons francophones suisses. Créée en 2004 pour pallier le manque de structure, elle gère l'essentiel des tournois de football américain depuis  2005 et de flag football depuis 2006 auprès clubs francophones du pays. Ses membres ne sont pas interdits de participer à d'autres tournois organisés au fédéral par la SAFV (Schweizericher America Football Verband). La NFSL organise depuis 2005 les tournois NSFL Tackle Élite ouverts aux joueurs évoluant en seniors, les tournois NSFL Flag Élite et NSFL Flag Juniors.